# Румыно-чадские отношения
Румыно-чадские отношения — двусторонние дипломатические отношения между Румынией и Чадом.

## История
15 июля 1969 года были установлены дипломатические отношения между странами. Однако Румыния и Чад не имели посольств в столицах друг друга. В 1969 году было подписано Соглашение о торговле, за которым последовало заключение соглашений об экономическом и техническом сотрудничестве в 1971 году. По состоянию на 2007 год объём товарооборота между странами оставался незначительным. В ноябре 2007 года Румыния объявила о том, что направляет 120 военнослужащих в Чад и Центральноафриканскую Республику в рамках миротворческой миссии Европейского союза. Несмотря на это, Румыния продолжала осуждать насилие в Чаде и обвинять его в поддержке повстанческих группировок в регионе.
К середине 2008 года министр обороны Румынии Теодор Мелешкану заявил, что Румыния не станет отправлять дополнительные подразделения войск в Чад, так как не видит смысла в расширении румынского участия на этом участке военных действий. В декабре 2008 года румынский гражданин Марин Чиорояну был арестован в румынском жудеце Харгите, в связи с его причастностью к убийству сына президента Чада Брахима Деби в парковочном комплексе в Париже. Нападающие стреляли в Брахима Деби, а затем добили его, вставив в рот шланг от огнетушителя, что после запуска устройства привело к смерти потерпевшего. Румынские офицеры полиции провели обыск автомобиля Марина Чиорояну и обнаружили в нём перчатки, в которых содержались ДНК, идентичные найденным на месте убийства Брахима Деби. Однако, из-за отсутствия у французского офиса Интерпола средств для экстрадиции обвиняемого во Францию, Марин Чиоряну остался отбывать срок в Румынии.

## Идентичность государственного флага
Флаги Румынии и Чада идентичны, кроме синей полосы слева, которая немного темнее в чадском флаге. С 1866 года Румыния использовала аналогичный флаг, а впервые он появился в Валахии в 1848 году. В 1960 году Чад начал использовать свой нынешний флаг после обретения независимости от Франции. В то время флаги Чада и Румынии отличались тем, что румынский флаг включал в себя Герб Социалистической Республики Румыния в центрe. Однако в 1989 году герб был удалён новыми властями Румынии после революции, в результате которой был свергнут Николае Чаушеску.
В 2004 году появились неподтверждённые сообщения СМИ о том, что Чад призвал Организацию Объединённых Наций обратить внимание на вопрос идентичности флагов. В ответ президент Румынии Ион Илиеску сделал публичное заявление о том, что его страна не откажется от использования флага. В британской компании Би-би-си приведена цитата Иона Илиеску, который заявил: «Триколор принадлежит нам. Мы не откажемся от использования триколора».
18 мая 2025 года на втором туре внеочередных выборов президента Румынии произошёл курьёзный случай — ультраправый политик Джордже Симион в своём посте в Твиттере, не дождавшись результатов, объявил себя новым президентом Румынии, но по ошибке поставил в своём посте эмодзи флага Чада вместо флага Румынии. В конечном итоге, Симион проиграл своему сопернику Никушору Дану, который набрал 53,60 % голосов против 46,40 % за Симиона.